# Dramane Coulibaly
Pour les articles homonymes, voir Coulibaly.
Dramane Coulibaly, né le 18 mars 1979 à Bamako, est un footballeur malien, évoluant au poste d'attaquant, qui commença sa carrière à l'Olympique de Marseille. Il est surnommé Scifo par ses fans.

## Biographie

### Carrière en club
Né au Mali, Dramane Coulibaly rejoint le centre de formation de l'Olympique de Marseille en 1997 en provenance du Centre Salif-Keita de Bamako. Avec l'OM il joue cinq matches de Division 1. Durant l'affaire des comptes de l'OM, il est révélé que Coulibaly était déclaré comme agent d'entretien alors qu'il était joueur professionnel.
En 2001 le club marseillais dégraisse son effectif. Il intéresse alors Victor Zvunka, qui le fait venir à Laval en Division 2, où il réalise trois belles saisons. En fin de contrat en 2004, il signe à Nîmes en National, après des essais infructueux à Angers SCO et dans le club belge de Molenbeek.
Il joue ensuite Gueugnon et Tours. En fin de contrat en juin 2009, il est laissé libre par le club tourangeau et termine sa carrière en Indonésie.

### Carrière en sélection
En avril 1999, Dramane Coulibaly participe à la Coupe du monde juniors, où le Mali termine troisième.
Il fait ses débuts avec les Aigles du Mali à 19 ans, et marque son premier but en 2002 contre l'Afrique du Sud en quarts de finale de la CAN 2002 (2-0).

## Buts internationaux
|    | Date           | Lieu                                        | Adversaire     | Resultat | Competition                        |
| -- | -------------- | ------------------------------------------- | -------------- | -------- | ---------------------------------- |
| 1. | 2 février 2002 | Stade Abdoulaye Makoro Cissoko, Kayes, Mali | Afrique du Sud | 2-0      | Quarts de finale CAN 2002          |
| 2. | 5 juin 2005    | Stade Amary Daou, Ségou, Mali               | Liberia        | 4-1      | Qualifications Coupe du monde 2006 |
| 3. | 5 juin 2005    | Stade Amary Daou, Ségou, Mali               | Liberia        | 4-1      | Qualifications Coupe du monde 2006 |
| 4. | 12 juin 2005   | Stade Fernand Fournier, Arles, France       | Algérie        | 3-0      | Match amical                       |

## Carrière
- 1999-2001 : Olympique de Marseille  France
- 2001-2004 : Stade lavallois  France
- 2004-2005 : Nîmes Olympique  France
- 2005-2007 : FC Gueugnon  France
- 2006-2009 : Tours FC  France[3]

## Statistiques
- 5 matchs en L1
- 114 matchs (25 buts) en L2
- 25 matchs (6 buts) en National

## Palmarès
- Troisième de la Coupe du monde juniors en 1999.
- Vice-champion de France de National en 2008 avec le Tours FC